# Espoir FC (Niger)
Die Espoir Football Club de Zinder, auch als Espoir FC bekannt, ist ein nigrischer Fußballklub mit Sitz in Zinder. Aktuell spielt der Verein in der ersten Liga.

## Geschichte
Der Verein wurde 1974 gegründet. Bisher feierte der Verein eine Meisterschaft sowie zwei Pokalsiege.

## Erfolge
- Nigrischer Meister: 1984
- Nigrischer Pokalsieger: 1984, 1985
- Nigrischer Pokalfinalist: 1976, 1977, 1978, 1994, 2007

## Stadion
Der Verein trägt seine Heimspiele im Stade de Zinder in Zinder aus. Das Stadion hat ein Fassungsvermögen von 10.000 Personen.